# Anne Mortimer
Anne Mortimer, född 27 december 1390, död i september 1411, dotter till Roger Mortimer, och barnbarnsbarnbarn till Edvard III av England. Det var genom henne huset York gjorde anspråk på Englands tron, man vet dock inte så mycket om hennes liv. 
Anne härstammade från kung Edvard genom en av hans äldre söner, Lionel av Antwerpen, vilket gjorde att hon vid faderns och syskonens död kunde göra tronanspråk. Kring 1406, gifte hon sig med Rikard, earl av Cambridge, som också var en ättling till Edward II genom en av dennes yngre söner. De fick två barn, Isabella och Rikard, hertig av York, som senare gjorde anspråk på tronen, vilket inledde Rosornas krig. Man tror att Anne avled vid hans födelse.